# Folkeafstemningen om brændevinsforbud i Sverige 1922
Folkeafstemningen om brændevinsforbud i Sverige blev gennemført den 27. august 1922. Resultatet blev meget lige og der var en lavere valgdeltagelse end ventet (55,1%. af de stemmeberettigede). 49 procent stemte for og 51 procent mod «indførelse af fuldstændigt rusmiddelsforbud».

## Konsekvenser
Afholdsbevægelsen ændrede strategi efter afstemningen og arbejdede i stedet for forbud mere på informationskampagner.
I Umeå blev det i 1923 forsøgt at indfør et næsten totalforbud med høje aldersgrænser, mange restauranter fik sine bevillinger inddraget og der kom indføring af rationer. Politiet protesterede og forsøget blev afbrudt.
Liberala samlingspartiet blev delt i to partier i 1924, hvilket blandt andet skyldes uenighed i spørgsmålet om forbud.
Resultatet førte til at Sverige undgik forbudstiden, men også til at man indførte systemet med motbok for hele landet; en ordning som varede frem til 1955.